# Rana boylii
Espèce
Synonymes
- Rana pachyderma Cope, 1883

Statut de conservation UICN

 NT  : Quasi menacé
Rana boylii est une espèce d'amphibiens de la famille des Ranidae.

## Répartition
Cette espèce est endémique du centre-Ouest de l'Amérique du Nord. Elle se rencontre jusqu'à 2 040 m d'altitude, :
- dans le nord-ouest de l'État de Basse-Californie dans le nord-ouest du Mexique ;
- dans l'ouest de la Californie et dans l'Ouest de l'Oregon dans l'ouest des États-Unis.

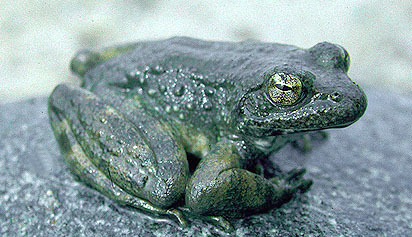
Rana boylii

## Étymologie
Cette espèce est nommée en l'honneur de Charles Elisha Boyle (1821-1870).

## Publication originale
- Baird, 1854 : Descriptions of new genera and species of North American Frogs. Proceedings of the Academy of Natural Sciences of Philadelphia, vol. 7, p. 59–62  (texte intégral).